# Whose Garden Was This?
| Recensione              | Giudizio        |
| ----------------------- | --------------- |
| AllMusic                | [ 1 ]           |
| Sputnikmusic            | 4.0 (Excellent) |
| Dizionario del Pop-Rock | [ 3 ]           |

Whose Garden Was This? è il terzo album pubblicato da John Denver nell'ottobre del 1970, a soli pochi mesi dal suo precedente lavoro Take Me to Tomorrow, del maggio precedente.

## Tracce
Lato A
1. Tremble If You Must – 1:22 (Paul Potash)
2. Sail Away Home – 4:35 (John Denver)
3. The Night They Drove Old Dixie Dawn – 3:54 (Robbie Robertson)
4. Mr. Bojangles – 4:36 (Jerry Jeff Walker)
5. I Wish I Could Have Been There (Woodstock) – 2:30 (John Denver)

Durata totale: 16:57
Lato B
1. Whose Garden Was This – 3:44 (Tom Paxton)
2. The Game Is Over – 2:25 (John Denver, Jean Pierre Bourtayre, Jean Marcel Bouchety)
3. Eleanor Rigby – 3:11 (John Lennon, Paul McCartney)
4. Old Folks – 4:51 (Eric Blau, Mort Shuman, Jacques Brel)
5. Medley – 4:28
6. Jingle Bells – 1:06 (Tradizionale, adattamento di John Denver)

Durata totale: 19:45

## Formazione
- John Denver - voce, chitarra
- Russ Savakus - basso
- Ted Sommer - batteria
- Mike Taylor - chitarra
- David Spinozza - chitarra elettrica
- Paul Griffin - tastiera

Note aggiuntive
- Mike Okun - produttore, arrangiamenti
- Jean Goldhirsch - assistente alla produzione
- Jim Crotty - ingegnere del suono
- Ray Hall - ingegnere del suono